# Rive-de-Gier
Rive-de-Gier é uma comuna francesa, situada no departamento de Loire, na região de Auvérnia-Ródano-Alpes. Em 2010 a comuna tinha 15 228 habitantes (densidade: 2 077,5 hab./km²).